# Grupo de Estudios Peirceanos
El Grupo de Estudios Peirceanos (GEP) es un grupo de investigación de la Universidad de Navarra que tiene como objetivo promover el estudio y la difusión del pensamiento y los escritos del científico y filósofo norteamericano Charles Sanders Peirce (1839-1914), y en especial, su relación con el ámbito hispano.

## Origen, fines y actividades
El Grupo de Estudios Peirceanos se creó en 1994 con el fin de llevar a cabo una investigación filosófica e histórica sistemática de la obra de Charles S. Peirce, y promover su estudio especialmente en España y en los países de lengua castellana, con la convicción de que su pensamiento contiene claves relevantes para la cultura, la ciencia y la filosofía del siglo XXI. 
Desde sus comienzos, el GEP ha contado con la participación de investigadores de distintos campos como la historia, la lingüística, la literatura, la filosofía de la ciencia, el derecho, la teoría de la comunicación, la creación artística y la teología. 
Los  miembros ordinarios del GEP son profesores y estudiantes de doctorado de la Universidad de Navarra. Además, una amplia red internacional de Peirce's scholars y de otros investigadores vienen colaborando en las actividades del Grupo.
El Grupo proporciona un ámbito para el intercambio de ideas acerca de la obra de este pensador, así como del pragmatismo americano, su recepción en Europa y en el mundo hispánico, y otros temas afines. 
Los objetivos del Grupo se alcanzan a través de diversas actividades y producciones, como:
- Seminarios[3]
- Traducciones de C. S. Peirce al español[4]
- Tesis doctorales
- Estudios Sobre C. S. Peirce en español[5]
- Boletín informativo quincenal[6]

## Proyecto de investigación sobre la correspondencia europea de C. S. Peirce
Desde el año 2007 el Grupo de Estudios Peirceanos viene desarrollando, con financiación pública y privada, un ambicioso proyecto para identificar, transcribir, traducir y publicar en la web con las imágenes originales y gran número de notas, las "cartas europeas" de C. S. Peirce, esto es, aquellas que escribió durante sus cinco viajes por Europa y aquellas que envió a los diversos científicos y autores europeos con los que se relacionó a lo largo de su vida. Las cartas de sus viajes proporcionan una imagen muy rica de la personalidad de Peirce, de sus valoraciones estéticas y de sus inquietudes, que complementan muy bien los acercamientos de carácter más filosófico a su obra. Para desarrollar estos proyectos, se ha contado con financiación pública y privada.

## Documentación
El GEP dispone de una amplia colección de material bibliográfico, que incluye las obras publicadas de Peirce, los microfilms de sus manuscritos, la mayor parte de la bibliografía secundaria sobre Peirce y el pragmatismo, así como otras herramientas para la investigación. 
- Bibliografía Peirceana:[8] bajo este título se encuentra la relación de la bibliografía disponible en el GEP.
- Boletín informativo: el GEP publica quincenalmente un boletín de tres páginas que se distribuye gratuitamente a los interesados.